# اچ‌ام‌اس دلفین (۱۷۵۱)
اچ ام اس  دلفین یک ناوچه رده-ششم، دارای ۲۴ توپ متعلق به نیروی هوایی سلطنتی بود، که در سال ۱۷۵۱ به آب انداخته شد. از سال ۱۷۶۱ به عنوان کشتی شناسایی به کار می‌رفت. این کشتی دو سفر متوالی به  دور دنیا را تحت فرماندهی جان بایرون و سپس ساموئل والیس انجام داده و اولین شناوری بود که دو بار دور کره زمین را دور زد. این کشتی در سپتامبر ۱۷۷۶ از خدمت خارج شده و در اوایل سال ۱۷۷ اوراق شد.

## ساخت

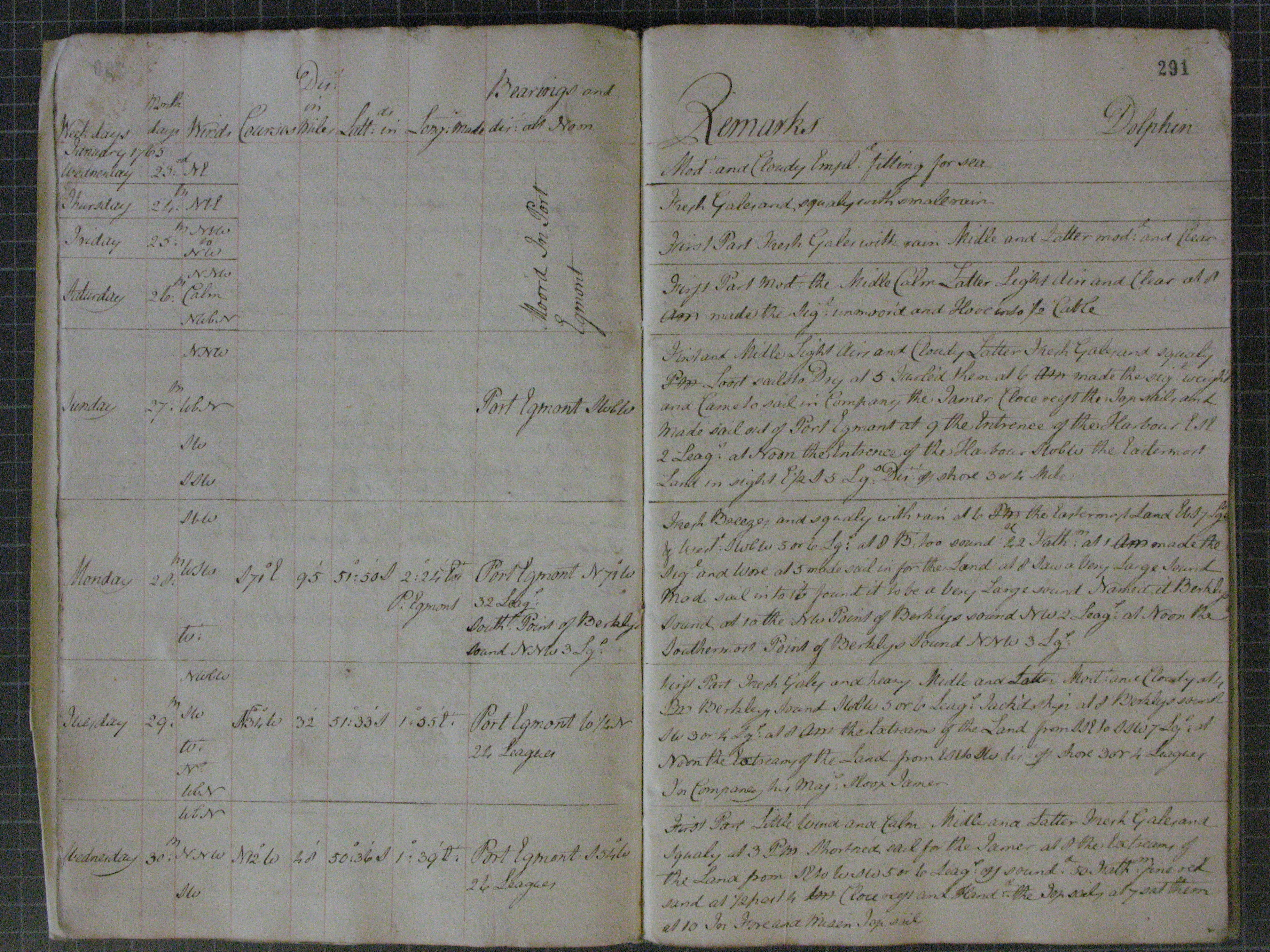
دفتر روزنامه دریانوردی اچ ام اس دلفین در ژانویه ۱۷۶۵، زمانی که تحت فرماندهی کاپیتان جان بایرون بود.

قرار داد ساخت این کشتی که بر اساس ساختار ۱۷۴۵ ساخته شده است، در مورخ ۷ اکتبر ۱۷۴۷، با کارگاه کشتی سازی خصوصی ارلزمان اسپارو واقع در رودرهاید منعقد گردید. در طی ورشکست شدن کارگاه اسپارو در سال ۱۷۴۸، سفارش به کارگاه و حوضچه کشتی سازی وولیچ واگذار شد. برای کاهش ریسک وقوع تخریب با کرم کشتی، قبل از سفر کشتی به دور دنیا، بدنه زیرین آن، با روکش مسی پوشانیده شد.

## خدمات اولیه
اندک زمانی پس از به آب اندازی کشتی، شعله خصومت‌های جنگ هفت ساله زبانه کشیده و اروپا را در کام خود کشیده بود و در ماه مه ۱۷۵۶ بریتانیا به پادشاهی فرانسه اعلان جنگ نمود. کشتی «دلفین» در طول این درگیری‌ها به خدمت گرفته شد و در نبرد مینورکا در سال ۱۷۵۶ حضور داشت، زمانی که ناوگانی به فرماندهی دریاسالار جان بینگ نتوانست، پورت مائون را که پایگاه اصلی بریتانیا در مدیترانه غربی بود را رهایی بخشد. در نتیجه بینگ بعداً در دادگاه نظامی محاکمه شده و به اعدام با تیرباران محکوم شد.

## اولینپیراناوبری(سفر به دور کره زمین)
پایان جنگ هفت ساله در سال ۱۷۶۳ برای بریتانیا موفقیت‌آمیز بود، لذا توجه آن دولت به تحکیم دستاوردهایش از جنگ و ادامه گسنرش تجارت و نفوذ خود به هزینه سایر رقبای اروپایی معطوف شد. اقیانوس آرام توسط کاوشگران و کاشفان اروپایی هر چه بیشتر شناخته می‌شد و علاقه به این مسیر به عنوان راهی جایگزین برای رسیدن به هند شرقی، جلب شده بود. این علاقه با تئوری‌هایی که مطرح می‌کردند یک خشکی قاره‌ای بزرگ و تا به حال ناشناخته سرزمین ناشناخته جنوبی(Terra Australis Incognita) باید در عرض‌های جغرافیایی جنوبی وجود داشته باشد تا «مقابل تعادلی» خشکی‌های نیمکره شمالی باشد، ترکیب شد.
دولت بریتانیا دیگر در وضعیت جنگی قرار نداشت، لذا دریاسالاری (اداره نیروی دریایی سلطنتی) بودجه، کشتی‌ها و نفرات بیشتری برای سفرهای کاوشگری در اختیار داشت. بر این اساس، به زودی یک سفرکاوشگری با دستورالعمل‌هایی برای بررسی و ایجاد یک پایگاه اقیانوس اطلس جنوبی تشکیل شد که از آنجا بریتانیا می‌توانست سفرهای دریایی را به سمت اقیانوس آرام مد نظر داشته باشد. هدف دیگر این بود که به‌طور کلی کشف و تسخیر سرزمین‌های ناشناخته‌ای بود که می‌توانستند توسط دولت برییتانیا مورد ادعا و بهره‌برداری قرار گیرند، و در صورت لزوم رسیدن خاور دور آخرین هدف این سفر یود.
کشتی دلفین به عنوان کشتی راهبر برای این سفر انتخاب شد و مقرر شد که کشتی اچ‌ام‌اس تامار آن کشتی را همراهی نماید.
کشتی تحت فرماندهی دریادار جان بایرون به این مأموریت اعزام شد، وی کهنه سرباز ۴۲ ساله دریاها، و برادر کوچکتر ویلیام بایرون ولخرج، پنجمین بارون بایرون بود. کشتی دلفین بین ژوئن ۱۷۶۴ و مه ۱۷۶۶ سفر به دور زدن کره زمین را به پایان رسانید. این اولین سفرپیراناوبری بود که کمتر از دو سال طول کشید.
در طول این سفر و در سال ۱۷۶۵، بایرون با استناد به کشف قبلی جزایر فالکلند از طرف بریتانیا، آن جزایر را به تصرف دولت متبوع خود درآورد، و با انجام این کار تقریباً بریتانیای کبیر و اسپانیا را که ناوگان‌های مسلح و آماده داشته و آماده رقابت بر سر حاکمیت جزایر بودند، را در وضعیتی نزدیک به جنگ قرار داد.
بعدها بایرون از جزایر توآموتو، توکلائو و نیکوناو در جزایر گیلبرت بازدید کرد و آنها را برای اولین بار در نقشه‌های اروپایی قرار داده (در محافل اروپایی، نیکوناو بیش از یک قرن به نام «جزیره بایرون» نامیده می‌شد) و وی همچنین، از جزیره تینیان در جزایر ماریانای شمالی دیدار نمود.

## دومینپیراناوبری

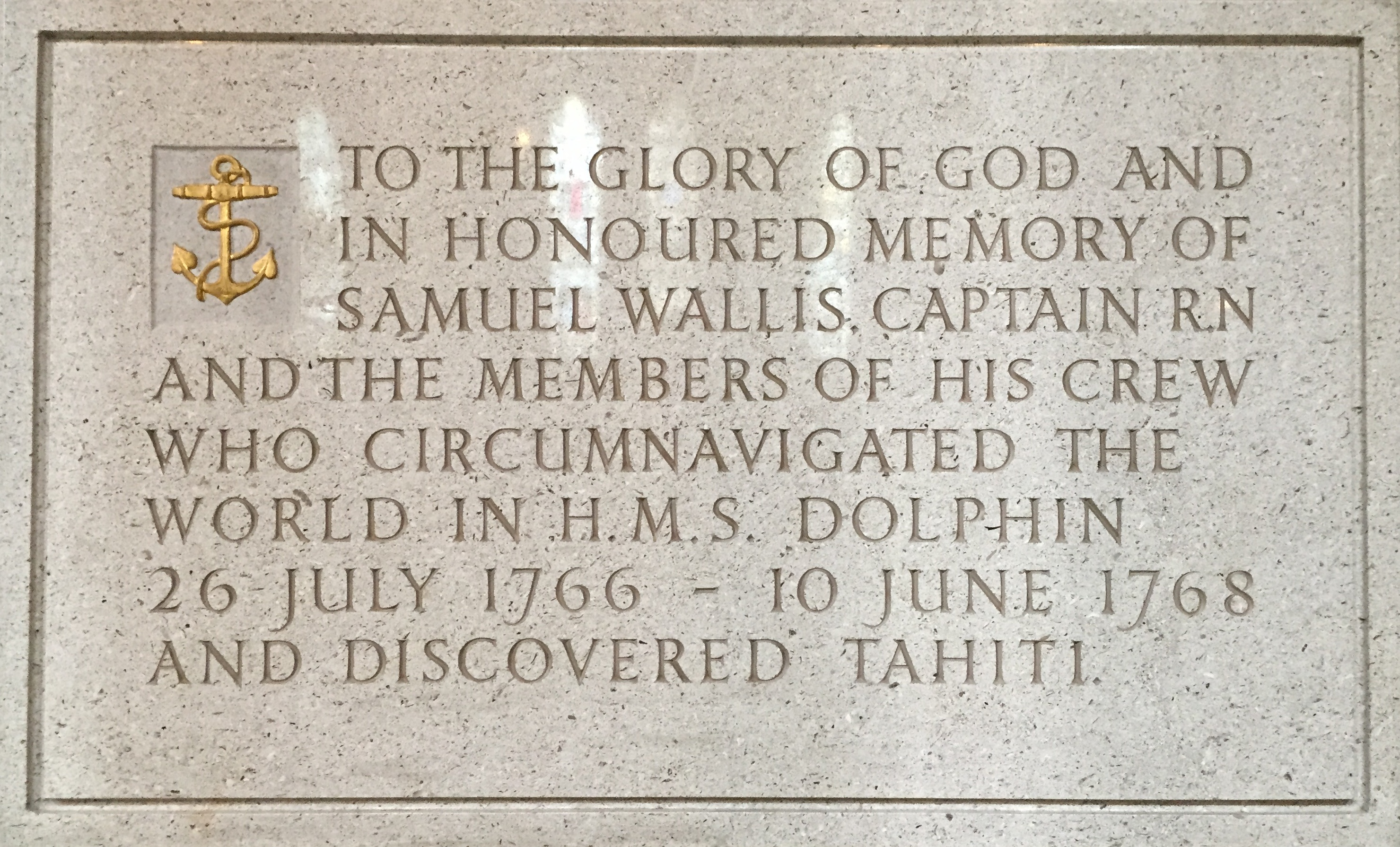
یادواره ساموئل والیس و افرادش در کلیسای جامع ترورو، کورن وال.

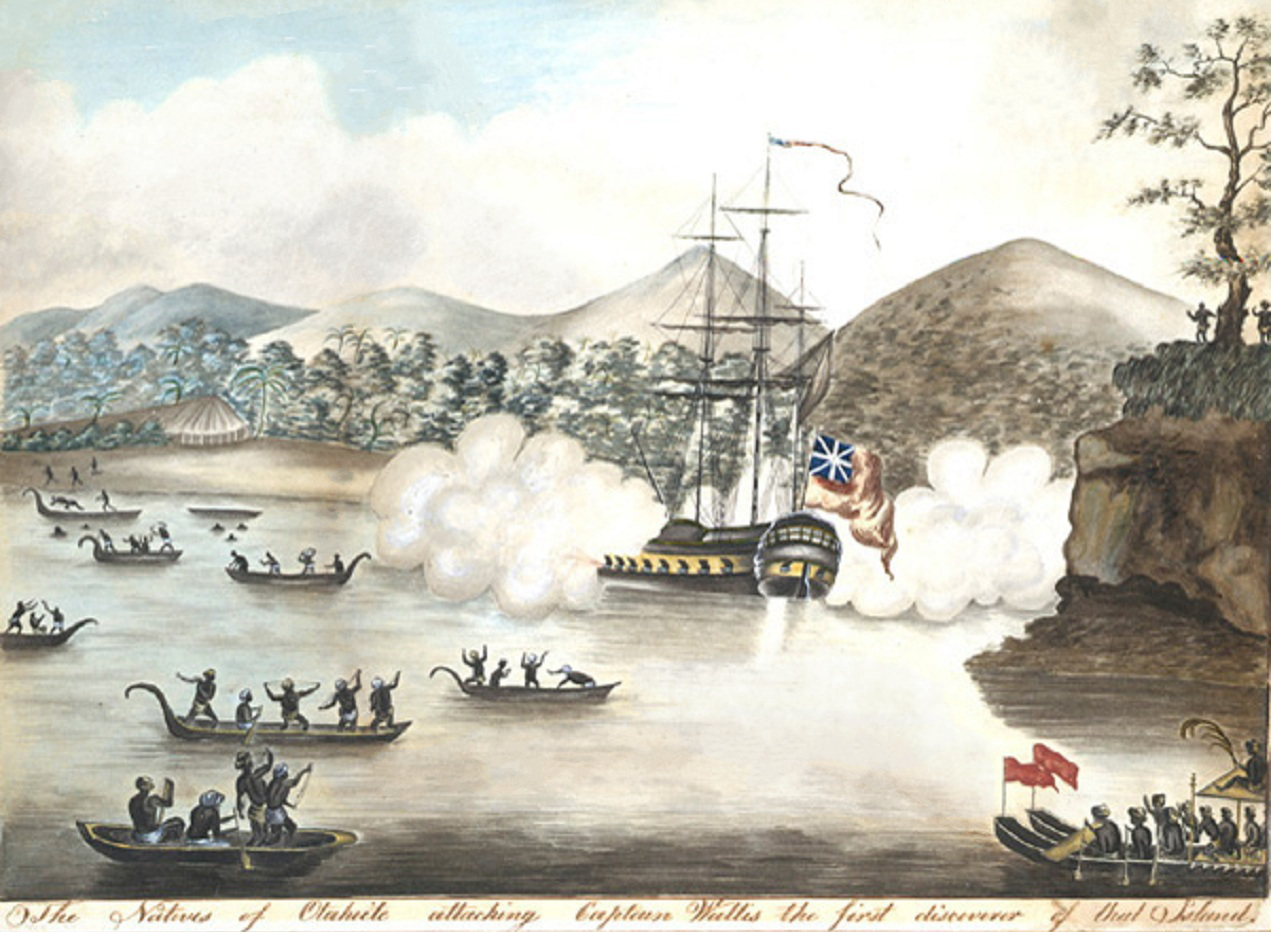
کاپیتان والیس با خصومت تاهیتیایی‌ها مواجه می‌شود.

کشتی دلفین برای دومین بار به فرماندهی ساموئل والیس کره زمین را دور زد. درمیان درجه داران کشتی از جان گور می‌توان نام برد که در سفر قبلی کشتی دلفین به فرماندهی جان بایرون، خدمت کرده بود. افسرناوبر کشتی دلفین جورج رابرتسون، متعاقباً کتابی با عنوان «کشف تاهیتی، گزارشی از دومین سفر اچ.ام.اس. دلفین به دور دنیا به فرماندهی کاپیتان والیس، در سال‌های ۱۷۶۶، ۱۷۶۷ و ۱۷۶۸» را به قلم تحریر درآورد.
کشتی دلفین در سال ۱۷۶۶ به همراه کشتی اچ. ام. اس سوآلو (پرستو)، تحت فرماندهی فیلیپ کارترت، که در قبلاً در سفر بایرون به دور دنیا خدمت کرده بود، سفر خود را آغاز نمود.
«دلفین» در ۱۷ ژوئن ۱۷۶۷ (۲۷ خرداد ۱۱۴۶ خورشیدی) در شبه جزیره تاهیتی ایتی «تاهیتی کوچک» لنگر انداخت اما به سرعت آن را ترک نمود، تا لنگرگاه بهتری بیابد. سرانجام والیس خلیج ماتاوای را در ۲۳ ژوئن انتخاب نمود. اگرچه اسپانیایی‌ها حدود ۱۷۰ سال قبل و در سال ۱۵۹۵ از جزایر مارکیز بازدید نموده بودند، والیس رسماً اوتاهیتی را تصاحب نموده و که آن را «جزیره پادشاه جورج سوم» نامید. درحدود یک سال بعد، دریانورد فرانسوی لویی آنتوان دو بوگنویل در هیتیآ درسمت مقابل تاهیتی پا به ساحل گداشت و بی خبراز دیدار قبلی والیس، مدعی تصاحب آن برای پادشاه فرانسه فرانسه شد.
پس از لنگر انداختن کشتی دلفین در تاهیتی، ابتدا بومیان با یک قایق کانوی بزرگ به آن نزدیک شده و سرنشینان آن طوفانی از سنگ را به سوی بریتانیایی‌ها پرتاب کردند که بریتانیایی‌ها با شلیک توپ و با گلوله خوشه‌ای به آنها پاسخ دادند. توپخانه دلفین قایق بومیان مهاجم را به دو نیم کرده و بیشتر سرنشینان آن را کشت. پس از آن والیس نجاران کشتی را به ساحل فرستاد تا هشتاد و چند کانوی موجود در ساحل را از وسط نصف کنند.
سرانجام روابط دوستانه ای بین ملوانان انگلیسی و بومیان جزیره برقرار شد. زمانی که ملوانان دریافتند که زنان بومی مشتاق مبادله آمیزش جنسی با آهن هستند، روابط دوستانه تر هم شد. این تجارت به قدری گسترش یافت که، از دست دادن میخ‌های کشتی دلفین به تهدیدی برای آن تبدیل شد.